# Resolutie 1452 Veiligheidsraad Verenigde Naties
Resolutie 1452 van de Veiligheidsraad van de Verenigde Naties werd op 20 december 2002 met unanimiteit door de VN-Veiligheidsraad aangenomen. De resolutie zonderde geld bestemd voor levensnoodzakelijke voorzieningen uit van de financiële sancties tegen de Taliban.

## Inhoud

### Waarnemingen
De Veiligheidsraad wilde de uitvoering van de verplichtingen van landen ten aanzien van terrorismebestrijding — die in voorgaande resoluties waren vooropgesteld — vergemakkelijken. De Veiligheidsraad bevestigde daarnaast de internationale inspanningen om terrorisme uit te roeien te steunen en hij bevestigde in dat verband ook resolutie 1377.

### Handelingen
De Veiligheidsraad besloot dat de provisies in resolutie 1267 — die oplegde dat alle Taliban-fondsen moesten worden bevroren — niet zouden gelden voor fondsen die bestemd waren voor:
a. Basisonkosten als voedsel, huur, hypotheek, geneesmiddelen, medische behandelingen, belastingen, verzekeringen en openbare dienstverlening;
b. Noodzakelijke uitzonderlijke kosten indien aangemeld bij en goedgekeurd door het comité dat toezag op de uitvoering van de sancties tegen de Taliban;
Dat comité werd gevraagd om bijkomend:
a. Een lijst bij te houden van de landen die lieten weten bovenstaande willen toepassen;
b. Aanvragen voor uitzonderlijke kosten behandelen;

## Verwante resoluties
- Resolutie 1340 Veiligheidsraad Verenigde Naties
- Resolutie 1450 Veiligheidsraad Verenigde Naties
- Resolutie 1455 Veiligheidsraad Verenigde Naties (2003)
- Resolutie 1456 Veiligheidsraad Verenigde Naties (2003)

Lijst ·  1387 ·  1388 ·  1389 ·  1390 ·  1391 ·  1392 ·  1393 ·  1394 ·  1395 ·  1396 ·  1397 ·  1398 ·  1399 ·  1400 ·  1401 ·  1402 ·  1403 ·  1404 ·  1405 ·  1406 ·  1407 ·  1408 ·  1409 ·  1410 ·  1411 ·  1412 ·  1413 ·  1414 ·  1415 ·  1416 ·  1417 ·  1418 ·  1419 ·  1420 ·  1421 ·  1422 ·  1423 ·  1424 ·  1425 ·  1426 ·  1427 ·  1428 ·  1429 ·  1430 ·  1431 ·  1432 ·  1433 ·  1434 ·  1435 ·  1436 ·  1437 ·  1438 ·  1439 ·  1440 ·  1441 ·  1442 ·  1443 ·  1444 ·  1445 ·  1446 ·  1447 ·  1448 ·  1449 ·  1450 ·  1451 ·  1452 ·  1453 ·  1454